# Parcul Național Mount-Cook
Parcul Național Mount Cook ocupă o suprafață de 707 km² fiind situat pe insula de sud a Noii Zeelande. El a fost înființat în anul 1953 și cuprinde o regiune alpină înaltă, fiind învecinat cu Parcul Național Westland. Împreună cele două parcuri naționale cuprind un ținut muntos cu fiorduri. Numele parcului a fost dat după numele muntelui Mount-Cook (3.754 m) care este situat central în parc fiind muntele cel mai înalt din Noua Zeelandă. Din anul 1990 regiunea a fost declarat patrimoniu mondial UNESCO. Parcul oferă o serie de activități pe teritoriul său ca: drumeții, alpinism, sporturi de iarnă și zboruri.

## Flora și fauna

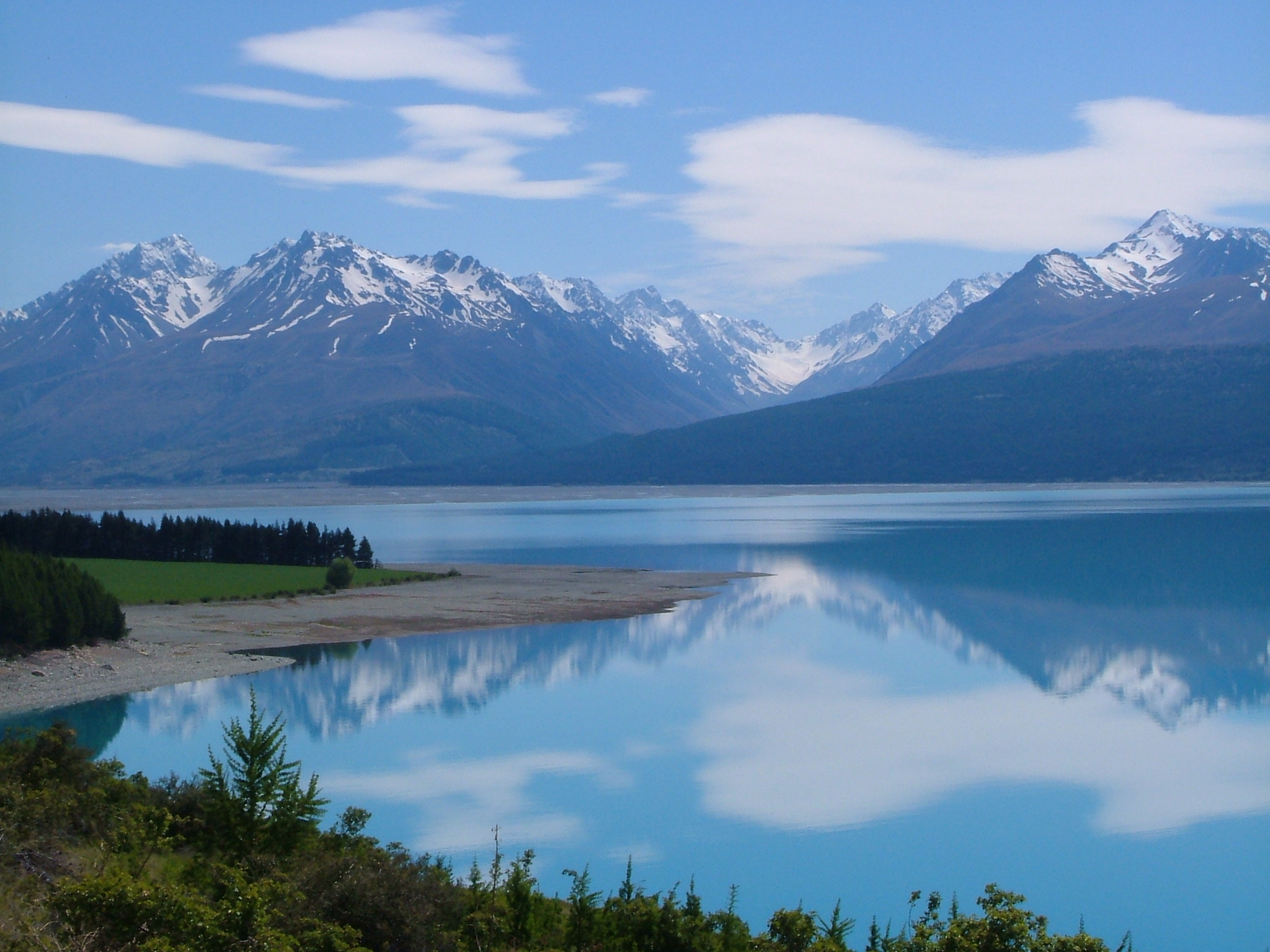
Tasman Valley (valea Tasman)

Flora și fauna parcului este intens schimbată după sosirea europenilor cu aducerea iepurilor și carnivorelor care periclitează existența animalelor autohtone.
Flora este reprezentată prin
- Ranunculus lyallii
- Celmisia verbascifolia
- Gentiana bellidifolia
- Aciphylla aurea
- Ranunculus acraeus
- Raoulia eximia
- Leucogenes grandiceps

Fauna este reprezentată prin
- Kea (Nestor notabilis)
- Piwauwau, Xenicus gilviventris
- Acanthisitta chloris
- Anthornis melanura
- Petroica macrocephala
- Zosterops lateralis
- Prosthemadera novaeseelandiae
- Anarhynchus frontalis
- Sterna albostriata
- Charadrius bicinctus
- Haematopus finschi
- Himantopus himantopus
- Himantopus novaezelandiae
- Tadorna variegata